# Psylla santali
Psylla santali är en insektsart som beskrevs av Mathur 1975. Psylla santali ingår i släktet Psylla och familjen rundbladloppor. Inga underarter finns listade i Catalogue of Life.